# Няради, Дионисий
Дионисий Няради (10 октября 1874 года, Руски-Крстур, Австро-Венгрия — 14 апреля 1940 года, Крижевцы, Югославия) — грекокатолический епископ, титулярный епископ Абилы Палестинской (по другим данным — Абилы Лисанийской), епископ Крижевицкой епархии с 1 мая 1920 года по 14 апреля 1940 года, апостольский администратор Прешова с 27 октября 1922 года по февраль 1927 год.

## Биография
Дионисий Няради родился 10 октября 1874 года в городе Руски-Крстур, Австро-Венгрия. 1 января 1899 года был рукоположён в священника.
5 декабря 1914 года Римский папа Бенедикт XV назначил Дионисия Няради титулярным епископом Абилы Палестинской (по другим данным — епархии Абилы Лисанийской) и викарным епископом Крижевицкой епархии. 9 января 1915 года состоялось рукоположение Дионисия Няради в епископа.
1 мая 1920 года Римский папа Бенедикт XV назначил Дионисия Няради епископом Крижевицкой епархии.
С 27 октября 1922 года по февраль 1927 года Дионисий Няради был апостольским администратором епархии Прешова.
После Виденского арбитража (02 и 08 ноября 1938 года), после того, как 280 из 305 парафий Мукачевской грекокатолической епархии осталось в Чехо-Словакии (официальное название — Федеративная Республика Чехов, Словаков и Подкарпатских Русинов), по согласованию с епископом Стойко и по декрету Восточной конгрегации перешли во временную юрисдикцию Крижевацкому грекокатолическому епископу Дионисию Няради. Епископ управлял этими парафиями до 16 марта 1939 года, покуда венгерские войска не заняли территорию Подкарпатской Руси (Карпатской Украины). Епископа Няради вывезли в Будапешт, где апостольский нунций посоветовал ему возвращаться к себе в Крижовецкую епархию в Югославии.
14 апреля 1940 года епископ Дионисий Няради скончался.